# القصور الخضراء

## من ويكيبيديا، الموسوعة الحرة
فيلم في عام 1959 من بطولة الممثلة أودري هيبورن انظر إلى فيلم القصور الخضراء
القصور الخضراء: هي رواية رومنسية في الغابة الاستوائية في عام (1904) رواية رومانسية غريبة من تأليف الروائي ويليام هدسون.
تدور الرواية حول مسافر إلى غابات غيانا من جنوب شرقي فنزويلا ولقاءه بفتاة تسكن في الغابة
تدعى ريما
الشخصيات الرئيسية: ابيل وريما والجد نوفلو وكلا-كلا
و كوا كو.
| المحتويات                                               |
| ------------------------------------------------------- |
| 1- ملخص سلسله الأحداث                                   |
| 2- الخلفية                                              |
| 3- نشر الكتاب                                           |
| 4- فيلم وتليفزيون والتعديلات في الكتب الهزلية والمسرحية |
| 5- المراجع                                              |
| 6- الروابط الخارجية                                     |

القصور الخضراء: رواية رومنسيه في الغابة الاستوائية
|                                   |                                   |
| المؤلف                            | ويليام هدسون                      |
| المدينة                           | المملكة المتحدة                   |
| اللغة                             | الإنجليزية                        |
| النوع الادبي                      | رواية رومنسية                     |
| الناشر                            | Duckworth & Co.                   |
| تاريخ النشر                       | 1904                              |
| نوع وسائل الاعلام                 | طباعه (المقوى وكتب الغلاف الورقي) |
| رقم الكتاب المعياري الدولي        | 0_486_25993_5 (النسخة الحالية)    |
| مركز المكتبة الرقمية على الإنترنت | 19779097                          |
| تصنيف ديوي العشري                 | 823/.8 20                         |
| تصنيف مكتبة الكونغرس              | PR6015.U23 G7 1989                |

## ملخص سلسله الأحداث
تمهيد لرواية: يروي الراوي لم يذكر اسمه كيف أصبح صديقا لرجل نبيل أمريكي – لاتيني كبير في السن الذي لم يتحدث عن ماضيه مما أثار اهتمامه يذكر الراوي القصة في النهاية.
في فنزويلا عام 1875 ابيل فتى غني يفشل في الثورة ويهرب من كاراكاس
عاصمة فنزويلا إلى غابات غيانا المجهولة. كناجي من الحمى ويفشل في حفظ الجرائد والبحث الذهب: يستقر في قريه هنديه لقضاء ما تبقى من حياته. يعزف على الجيتار لرجل كبير في السن يدعى كلا – كلا ويصطاد بشكل سيئ مع كواكو ويروي القصص للأطفال. وبعد بعض الاستكشافات. يكتشف ابيل غابة ساحرة حيث يسمع غناء غريب وكأنها طيور. يتجنبون أصدقاؤه الهنود الغابة بسبب حامي الروح الشريرة (ابنه الديدي) يجد ابيل في نهاية البحث المستمر فتاه الطيور ريما. لديها شعر داكن وترتدي ثوب يحميها من شبكات العنكبوت ويمكنها ان تتواصل مع الطيور بنبره غير معروفه. عندما تحمي ابيل من عضت الثعبان المرجاني ويسقط فاقد للوعي.
```
              يستيقظ ابيل في كوخ الجد نوفلو، رجل عجوز يحمي «حفيدته» ريما، ولن يكشف عن أصلها. وبينما يتعافى ابيل، تقوده ريما إلى الغابة، ويتساءل ابيل عن هويتها ومكانها الأصلي. ويعود ابيل إلى الهنود، ولكن العلاقات تصبح باردة لأنهم سيقتلون ريما، إذا استطاعوا. تتحدث ريما دائما عن والدتها المتوفية التي كانت مكتئبة دائمًا. يقع ابيل في الحب مع ريما. ولكن عمرها (17 عام وهذا غريب على الرجال البيض) وهو مشوش بسبب «المشاعر الغريبة». هذه العلاقة متوترة جدا لأن ابيل لا يستطيع ان يتحدث بلغتها غير معروفه. 
                              على جبل أتوب يتاياو، تسأل ريما ابيل عن «العالم» المعروف وغير المعروف، وتسأله إذا كانت فريدة. يكشف ابيل بحزن أنها محقه. ومع ذلك عندما يذكر ابيل جبال ريولاما تقوم ريما يتضح ان ريولاما هو اسمها الحقيقي. لابد أن يعرف الجد نوفلو أين حفيدته ريولاما، لذلك تطالب ريما الغاضبة من الجد نوفلو إلى ان يقودها إلى جبال ريولاما تحت تهديدات اللعنة الأبدية من أمها القديسة. يستسلم الجد نوفلو المتدين والمذنب لضغوط. يقوم ابيل بزياره اخيره للهنود ولكنهم اسروه كسجين بعد أن اشتبهوا به لأنه جاسوس لقبيله معاديه أو انه يتحدث للشياطين. استطاع ابيل الهروب وأن يعود إلى ريما والجد نوفلو وهؤلاء الثلاثة يذهبون في رحلة إلى ريولاما البعيدة. ومع مرور الوقت يكشف الجد نوفلو عن ماضيه وعن أصل ريما.  
```

قبل 17 عاما قاد الجد نوفلو قطاع الطرق الذين اعتدوا على المسيحيين والهنود وفي نهاية المطاف أجبر على الهرب إلى الجبال ووجدوا الكهف ليعشون فيه. والاختباء في كهف كانت هناك امرأة غريبه تتحدث بلغه تشبه لغة الطيور كانت أم ريما (لم يذكر اسمها ابدا). افترض الجد نوفلو أن المرأة كانت قديسة مرسلة لإنقاذ روحه. ترك الجد نوفلو قطاع الطرق وحمل والدة ريما. التي اصيبت بالشلل الآن لمدى الحياة إلى فوا. ذهب إلى المجتمع المسيحي لتسليم ريما. وتتحدث ريما وأمها بلغتهم السحرية لسبعة سنوات حتى اضاعت الام باقي عمرها في مرض يسمى الرطوبة وتوفيت وبندم جلب الجد نوفلو ريما إلى الجبال الأكثر جفافا. وجد الهنود المحليين زميلها واستاؤوا كيف طاردت الطرائد (هو أي حيوان يتم اصطياده للرياضة أو للأكل) لذلك حاولوا قتلها. قتل الهندي برمي السهام وهربوا من (سحر) ريما
وفي الكهف، تحرص ريما على دخول وادي ريولاما. يكشف ابيل عن أخبار حزينة: غادرت والدتها لأن لم يبقى أي شيء. كانت تنتمي إلى شعب نباتي لطيف بدون أسلحة، حيث تم القضاء عليهم من قبل الهنود والوباء واسباب أخرى. وبالفعل أن ريما فريده وحزينة واخذت هذه السمة من والدتها لأن والدتها كانت دائما تعاني من الاكتئاب. وتقرر الآن في أن تعود إلى الغابة وان تستعد للحياة لنفسها ولابيل. وهي تنتقل بعيدا عن هذا المكان تاركه ابيل يقلق عليها بينما يمشي هو والجد نوفلو إلى البيت متأخرين بسبب المطر والجوع. عادوا لإيجاد الغابة صامتة واحرق كوخ الجد نوفلو والهنود اصطادوا الحيوانات أخذ ابيل المنهك كسجين مره أخرى ولكنه لم يقتل في حين انه سرعان ما نذر لخوض الحرب ضد القبيلة المعادية وفي طريق الحرب يعطي تلميحات عن ريما ومكان وجودها. ويشرح كواكو كيف ان بفضل شجاعة ابيل؛ تجرأ الهنود على الدخول إلى الغابة المحظورة. وقبضوا على ريما في الخلاء. وطاردوها حتى أعلى الشجرة العملاقة. واشعلوا النار واحرقوا ريما.
```
                                                             يقتل ابيل كوا كو ويهرب إلى القبيلة المعادية، دق جرس الخطر. وبعد أيام عاد ماتوا كل أصدقائه الهنود. يجد الشجرة العملاقة محترقة ويجمع رماد ريما في وعاء. ويعود من الرحلة الصعبة إلى الوطن. يائس ابيل ساعد الهنود والمسيحيين حتى وصل إلى البحر بعقلانية وصحته   مره أخرى والرجل العجوز الآن  طموحه الوحيد أن يدفن مع رماد ريما. وهو يؤمن ان لا الرب ولا الإنسان  يستطيعان أن يغفرا خطاياه  ولكن ريما اللطيفة ستغفر له ذنوبه وهو سيغفر لنفسه. 
```

## الخلفية
استند هدسون على شخصيه ريما وقبيلتها المفقودة حول شائعات مستمرة حول قبيله من الأشخاص البيض الذين عاشوا في الجبال. وتظهر لوحات المعابد اشخاص ذوي بشره فاتحه. حيث اعتقدوا أن الغزاة الإسبان يكونوا الهه. ومن سمات كتاب القصور الخضراء مفاهيم علم دراسة الحيوانات الخفية مثل كوروبيرا ودادي بزعم منه أنه يمثل القرود العمالقة غير معروفه في العلم.
```
                                                                                                                  وروى العديد من مؤلفين في ذلك الوقت (العالم المفقود) و (القبائل المفقودة) وهي الانجح 
هنري رايدر هاجارد
  
وإدغار رايس بوروس
  
وروبرت هوارد
 وآرثر كونان دويل                        بقي كتاب هدسون ككتاب ادبي  بسبب النثر الغنائي وأنه مثير للذكريات ورؤيته الثاقبة المستنيرة للغابة. 
```

تجسد ريما (الإنسان الطبيعي) وهي النظرية الفلسفية التي طرحها الكاتب جان جاك روسو وغيره. أي شخص ما يتربى بعيدا عن الحضارة الفاسدة سيكون من الطبيعي ان يكون ذو قلب نقي ومنسجم مع بيئتهم. طرازان الذي عاش مع القرود وماوكلي الذي عاش مع الذئاب هما أبناء عم ريما من الجانب الأدبي.
```
                                                                                                                   يقول المحرر في  سلسلة الكتب الكلاسيكية المصورة الهزلية  ("نشعر أيضًا أن هدسون يريد أن يخبرنا في هذه القصة أن قبل فتره طويله من هذا السباق أن اكل اللحوم والسيطرة على السباق المدمر في كل العالم  كان هناك وجود لسباق الكائنات على الأرض جميل وبرئ  وطيور التي تعيش في سلام  مع الطبيعة ومع أنفسهم ومن بينهم ريما ووالدتها كانوا الاخيرين.    
                                                                                                                      ينتج العنوان من اقتباس الكتاب المقدس «في منزل أبي العديد من القصور». جون 14 -2 مما يعني ان الغابات العذراء هي كاتدرائية مقدسه وطبيعية.  
                                                                                                                           يشبه سلسله الاحداث في الكتاب أن رواية هدسون السابقة (العصر الكرستالي)   
```

## نشر الكتاب
نشر الكتاب في الأصل في عام 1904. نشرت بالنسخة الأصلية هذا الكتاب في الولايات المتحدة في عام 1912 مع مقدمه كتبها جون غلزورثي. وكان أحد الكتب الأولى التي نشرتها دار نشر الأمريكية Alfred A. Knopf. وكانت الأكثر مبيعا ومر هذا الكتاب بتسع طبعات بحلول عام 1919 وتم بيع أكثر من 20000نسخة وخلق هذا أيضا الاهتمام بالعناوين الأخرى لهدوسون.

## فيلم وتليفزيون والتعديلات الكتب الهزلية والمسرحية
في عام 1937 ألف عازف البيانو لويس جروينبرج (1964-1884) أوبرا إذاعية من كتاب القصور الخضراء التي استخدمت أله موسيقية في النتيجة.
في عام 1951 أطلق دار النشر جيلبرتون كتاب هزلي من رواية القصور الخضراء برقم 90 في سلسله الكتب الكلاسيكية المصورة الهزلية. حيث استخدمت الاقتباسات مباشره من الرواية. في هذا التعديل ان ريما لديها شعر أشقر. كانت الصور المصورة من رسم فنان قصص مصورة أليكس بلوم. الذي رسم العديد من الصور المصورة في سلسله الكتب الكلاسيكية المصورة الهزلية.
في عام1959 تم تعديل الكتاب إلى فيلم بعنوان القصور الخضراء أيضا من بطولة الممثلة أودري هيبورن التي جسدت شخصيه ريما مع الممثل أنتوني بركنز الذي جسد شخصيه ابيل. الفيلم من إخراج ميل فيرير زوج الممثلة أودري هيبورن تم انتقاد الفلم وتم افلاس صندوق الإيرادات.
في أوائل السبعينيات، في عام 1970, واحده من أكثر التعديلات الغير عاديه من القصور الخضراء حدثت عندما اطلقت دي سي كومكس (هي شركة قصص مصورة وأفلام) الكتاب الهزلي فتاه الغابة ريما. الذي يضم اعاده صياغه الشخصية من فيلم شيينا ملكة الأدغال البطل الاكشن. ظهرت هذه النسخة من الشخصية لاحقا في سلسلة الرسوم المتحركة التلفزيونية تدور حول فريق من الأبطال الخارقين
عادت فتاه الغابة ريما إلى العالم الخيالي عالم دي سي لظهورها الهزلي لأول مره في عصر جديد ف عام 2010 بعنوان الموجه الأولى. تم تصوير ريما على انها من السكان الاصليين من أمريكا الجنوبية مع ندوب ووشوم التي لا تتحدث ولكنها تتواصل بالتصفير مثل الطيور. التي تجوب بسكينه كبيره ونمر وساعدت مساعد الشخصية الخيالية دوك سافيج جوني عازف الجيتار جوني ليتل جون ثم اختفت في الغابة.
في عام 1973 قصتها «الفتاة التي تم توصيلها بها» هي رواية خيالية الروائية أليس برادلي شيلدون تجد الشخصية بول إسحاق الإلهام من الرواية إلى خطف وإنقاذ فتاه جميله ولكنها مشؤومة فتاه تدعى دلفي التي لا يعرفها.وهي تعمل الدمية المتحركة الإعلانية من قبل طيار مشوه الذي يعرف إيشام مع ريما.